# Calamagrostis ajanensis
Calamagrostis ajanensis är en gräsart som beskrevs av Sigismund Semenovich Kharkevich och N.S. Probatova. Calamagrostis ajanensis ingår i släktet rör, och familjen gräs. Inga underarter finns listade i Catalogue of Life.